# 결석 (의학)

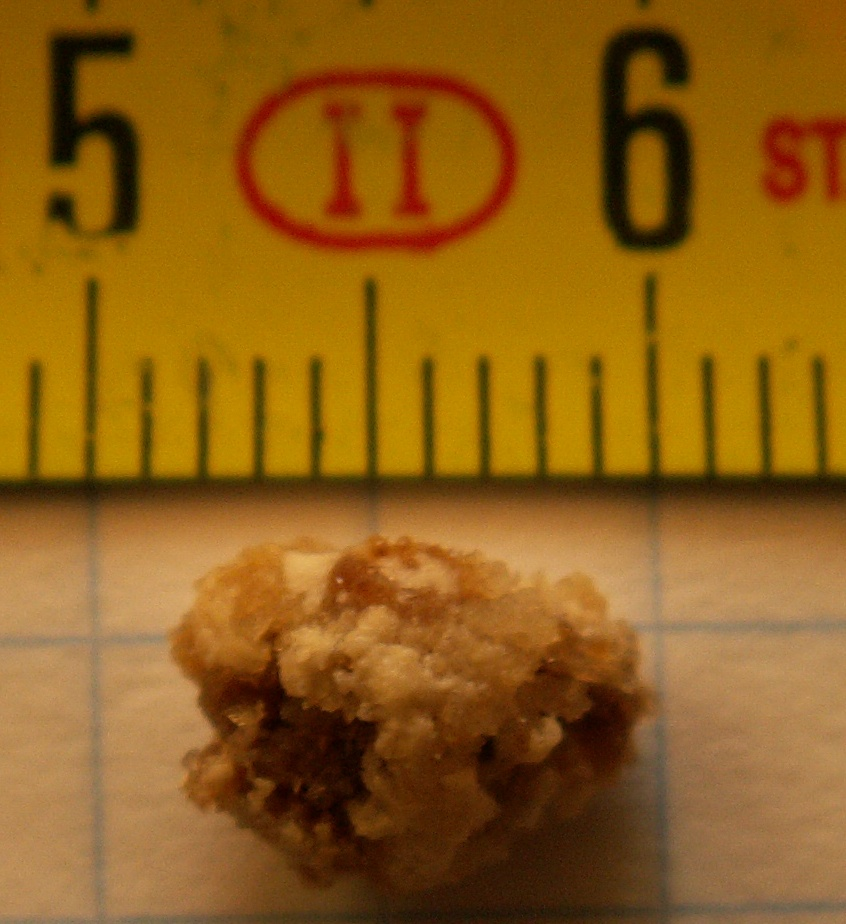
8-mm의 신장 결석.

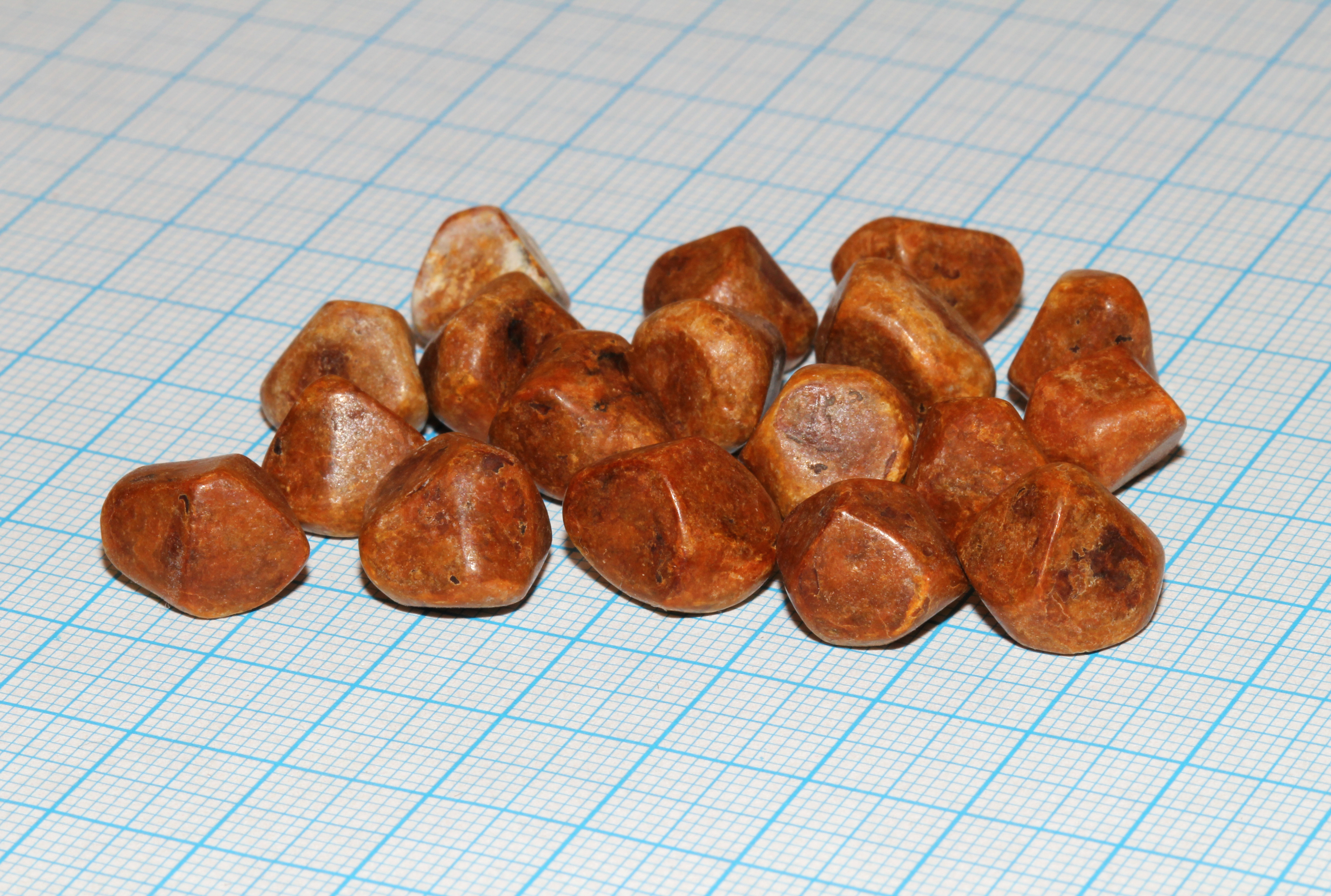
한 환자에게서 모두 빼낸 인간의 담석.

결석(結石, 영어: calculus)은 보통 무기염과 같은 물질이 응집한 것을 말하며, 체내 기관이나 도관에 형성된다. 결석이 형성되는 증상은 결석증(結石症, lithiasis)이라고 부른다. 이 돌들은 수많은 질병을 일으킬 수 있다.
기본적으로는 결석은 어느 위치에나 올 수 있다. 결석은 위석과는 구별한다.

## 치료
치료는 결석의 종류에 따라 다양하지만 일반적으로 다음과 같다:
- 수술 (결석 제거)
- 감염에 대한 항생제 및 수술
- 약물
- 체외충격파쇄석술(ESWL)

## 역사
결석을 치유하는 초기 수술은 기원전 6세기 경 수슈르타 삼히타(Sushruta Samhita)에 의해서 진행되었다. 이 수술은 방광벽을 통한 노출이 동반되었다.

## 같이 보기
- 치석
- 신장결석